# Stam (samhällsvetenskap)
En stam eller folkstam är en social formation av ett folk som ännu inte bildat en stat, exempelvis till småkungarike. Ett hövdingadöme är en mellanform mellan stamsamhället och stat, men gränserna mellan begreppen är flytande.
Antropologen Elman Service har varit viktig i utformningen av den moderna teorin om stamsamhällen. Han kategoriseras stammen   som ett mellanstadium mellan bandsamhället  ( under äldre stenåldern) och civilisationen med en centraliserad, regering baserad i städer. Han delade stamhället i två stadier av stamsamhällen: enklare stammar organiserade med färre fasta institutioner av social rangordning och prestige. De mera stratifierade samhällen leddes av  hövdingar (stamkungar)  och kallas hövdingdömen. Stratifierade stamsamhällen ledda av stamkungar anses ha existerat från neolitikum fram till järnåldern. Senare i konkurrens med urbana statsstater som i Grekland och civilisationer och imperier (Egypten och Assyrien) med början i bronsåldern.
Service övergav sedan senare stambegreppet för att det var för odefinierat.
I fallet med stamsamhällen av ursprungsbefolkningar som existerar inom större koloniala och postkoloniala stater, kan stamhövdingar representera sin stam eller etnicitet i en form av självstyre.
Vissa använder termen för naturfolkens samhöllsorganisation och icke-västliga samhällen se nedan avsnittet I modern tid. En tredje grupp är forskare inom sociologi och antropologi som använder termen för en samhällsorganisationer baserade på släktskap (se klan, tronföljd). Bibeln talar om Israels tolv stammar, vars stamfäder var patriarken Jakobs tolv söner.  
I äldre litteratur  från stormaktstiden sägs Sverige ha haft tre konstituerande folkstammar: svear, götar och gutar. Troligen har det varit många fler stammar och  svear och götar var nog mera stamförbund av flera olika stammar.

## I modern tid
Stam- och klansamhällen har blivit  uppmärksammade under senare tid relaterat till biståndsfrågor. I Afrika är stammar ofta spriida över stora områden. I Gambia finns tre fast boende stammar, och en halvnomadisk stam, med boskap som följer betestillgången.
I subsahariska Afrika finns en traditionell afrikansk samhällsstruktur. Det betyder inte att den traditionella afrikanska samhällssynen alltid är grundläggande eller styrande i alla afrikanska konflikter. Det är viktigt att känna stamsamhällets grunder för den aktuella bedömningen i till exempel biståndsprojekt.
Det traditionella afrikanska samhället var uppdelat i stammar och klaner, som stammen oftast är indelad i. Människornas nätverk som ger trygghet och deras lojalitet riktas mot klanen eller byn, ofta ledd av en klanledande byhövding. Ofta äger hövdingen personligen  klanens samtliga tillgångar, inte bara pengar utan också marken som man odlar. Han avgör hur byns tillgångar ska brukas. Klanmedlemmarna är i beroendeställning till hövdingen. Afrikanska stamsamhällets traditioner  lever kvar i den afrikanska tankevärlden. Stam- eller klansamhälle  har ofta inre konflikter. Fientligheten till andra stammar är  ofta orsak till stammens sammanhållning. Utan fiender kan en hövding ha svårt att ena en stam.
I stamsystemet är vissa stammar av högre börd  och viktigare än andra. Att synsättet accepteras i den finare stammen är naturligt men att de lägre stammarna godtar detta  är förvånande.. Då Afrika koloniserades, fanns i Afrika stora kungadömen lösligt sammanhållna på språklig gemenskap, Jolofriket var ett av dessa och språket wolof talas än idag  i Västafrika. Man ska veta, att olika språk inte talades inom geografiskt avgränsade områden, utan var mer spridda över områden och blandade med andra språk och språkgrupper. Vissa grupper till exempel fulani är dessutom nomadiska eller halvnomadiska. Det gör att etniska situationen blir svårtolkad och stamkonflikteden finns överallt. Fulanifolket omfattar 10 miljoner människor och har stor utbredning i Västafrika ända till Sudan. Det var en gång ett kungarike.
De nuvarande staterna i Afrika styrs ofta på det traditionella sättet, även om man upprätthåller en västerländsk demokratisk på ytan.. Statens ledning består av representanter för samma stam. Ledningen eller presidenten väljer sina stamfränder till befattningar medan andra stammars företrädare anklagar regimen för vanstyre och korruption. Stamsamhällets motsättningar till andra stammar eller klaner, leder ibland till väpnade konflikter. Naturrikedomar som guld, ädelstenar eller olja, kan orsaka väpnade konflikter.
Då en stamhövding söker stöd utifrån kan det vara en förenklande åtgärd om man kan identifiera sina stamfiender på ett negativt sätt och som kan verka intressant för tilltänkta partners eller stödstaters företrädare. För att få  stöd av västliga företrädare kan motståndarna anklagas för att vara muslimska fundamentalister Stöd från  arabvärlden då kan samma motståndare anklagas för kristen anti-muslimskverksamhet. Åtgärder i Afrika bör företas vara i samarbete med all stammar. Fredsbevarande operationer bör göras först efter etniska studier av de olika stammarna huvudområden och utbredning och inflytandemässigt.
Exempel på stamsamhällen i modern tid inkluderar Pakistan, Syrien, Tchad, Afghanistan, Algeriet, Saudiarabien, Somalia och Yemen.